# Gustaf Stenman
Gustaf Stenman, född 1754 i Kangasala, Finland, död 1809, psalmförfattare och allmogeman verksam i östra rikshalvan.
Stenman arbetade tidigt som murare och byggmästare. 1795 började han arbeta som mjölnare i kvarnen vid Siuru Fors mellan Tammerfors och Björneborg. Vid sidan av sitt huvudsakliga arbete som mjölnare sysselsatte han sig med att skriva psalmer. Stenman tillhörde den pietistiska kristna rörelsen.

## Psalmer
- O vad salighet Gud vill skänka